# John Wilkie
John Wilkie (Dundee, Escocia; 1 de julio de 1947 – 26 de octubre de 2023) fue un futbolista escocés que jugó en la posición de extremo.

## Equipos
| Periodo   | Club               |
| --------- | ------------------ |
| 1965      | Brechin City FC    |
| 1965-1970 | Arbroath FC        |
| 1970-1971 | Raith Rovers FC    |
| 1971–1972 | Keith FC           |
| 1972      | Greenock Morton FC |
| 1972–1973 | Ross County FC     |
| 1973–1974 | FC Halifax Town    |
| 1974–1976 | Elgin City FC      |
| 1976–1979 | Wigan Athletic FC  |
| 1979-1980 | Chorley FC         |

## Logros

### Club
- Segunda División de Escocia (1): 1967/68
- Copa del Norte de Escocia (1): 1975/76
- Lancashire FA Challenge Trophy (1): 1980

### Individual
- Goleador de la Northern Premier League en 1977/78.[2]